# Омский нефтеперерабатывающий завод
Омский нефтеперерабатывающий завод — одно из крупнейших предприятий нефтепереработки России, расположенное в городе Омске и принадлежащее компании «Газпром нефть».

## История
Решение о создании в Омске нефтеперерабатывающего завода было принято в 1949 году, в 1955 году Омский нефтеперерабатывающий завод был введен в эксплуатацию. За первый год завод переработал 280 тыс. тонн нефти, а ассортимент нефтепродуктов был расширен до 4 наименований. Первый директор Омского НПЗ — Александр Малунцев.
В 1958 году на Омском НПЗ был освоен выпуск смазочных материалов, в 1959 началось производство бензина. В середине 1970-х годов Омский НПЗ стал крупнейшим нефтеперерабатывающим заводом страны, переработав 24 млн тонн нефти.
В 1995 году Омский нефтезавод вошел в состав компании «Сибирская нефтяная компания» («Сибнефть»), которая в 2006 была переименована в «Газпром нефть».
26 августа 2024 года на заводе случился взрыв, приведший к пожару; пожар потушили в тот же день, погиб один сотрудник.

## Производственные характеристики

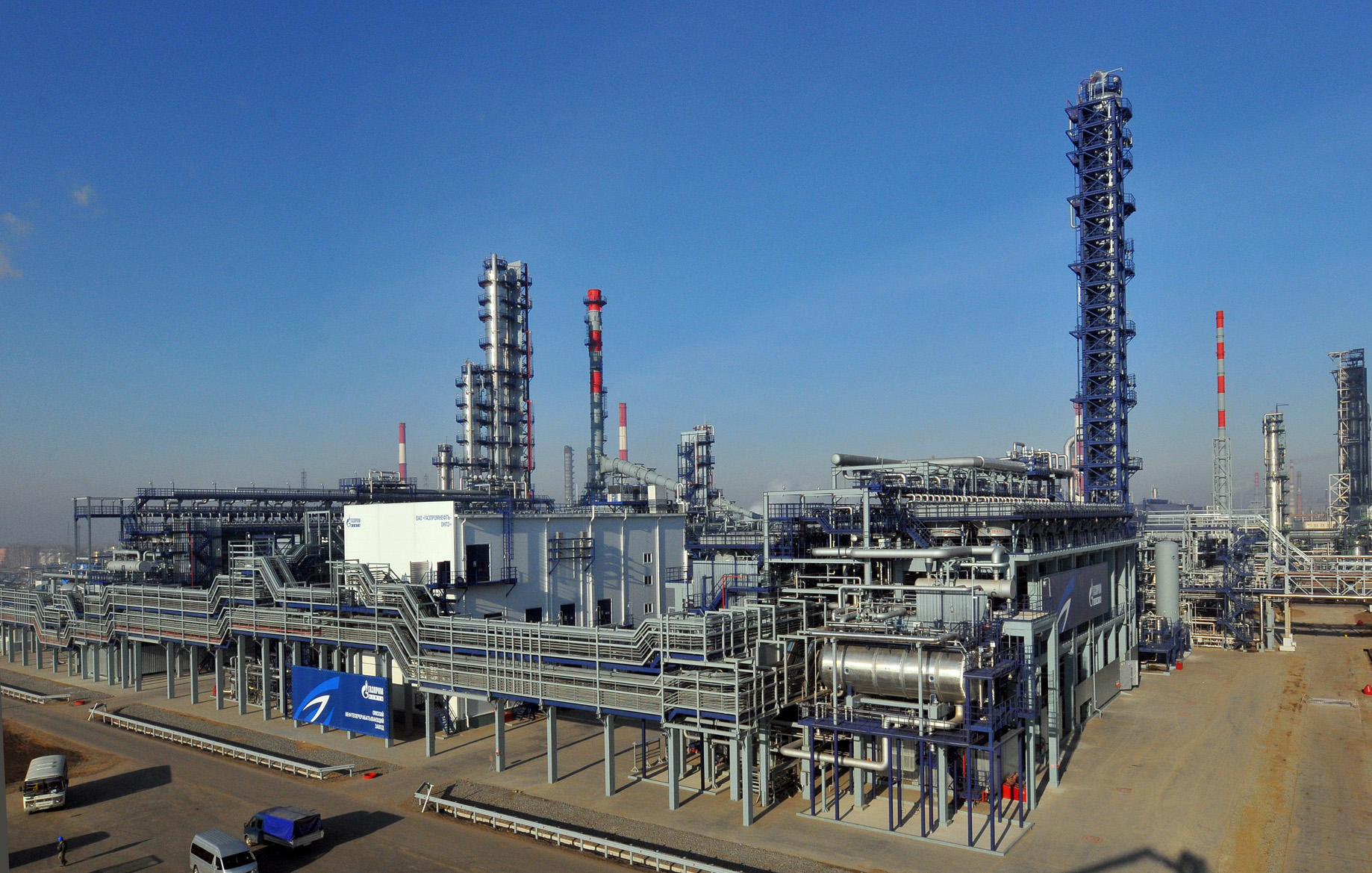
Установка изомеризации Омского нефтезавода

В целом завод выпускает порядка 50 видов нефтепродуктов: высокооктановые бензины, дизельное и судовое топливо, авиакеросин, битум, бытовой газ, техническую серу и другую продукцию. Все моторные топлива, выпускаемые Омским НПЗ, соответствуют экологическому стандарту Евро-5.

## Генеральные директора
- с 5 сентября 2011 года — Олег Германович Белявский[6].